# Barbus subquincunciatus
Barbus subquincunciatus es una especie de peces de la familia de los Cyprinidae en el orden de los Cypriniformes.

## Hábitat
Es un pez de agua dulce.

## Distribución geográfica
Se encuentra en la cuenca de los ríos  Tigris y  Éufrates.